# 命题变量
在数理逻辑中，命题变量（也称命题变元、句子变量）是要么为真要么为假的变量。命题变量是命题公式的基本构件板块，用于命题逻辑和更高的逻辑中。
逻辑中的公式通常是由一些命题变量、一些逻辑连接词和一些逻辑量词递归地建立的。命题变量是命题逻辑的原子公式，通常用大写字母表示，如{\displaystyle \displaystyle P}、{\displaystyle \displaystyle Q}、{\displaystyle \displaystyle R}。
在一个给定的命题逻辑中，我们可以按如下方式定义公式：
- 所有命题变量是公式。
- 给定公式 {\displaystyle X}，否定 {\displaystyle \neg X} 是公式。
- 给定两个公式 {\displaystyle X} 和 {\displaystyle Y}，和一个二元连结词 {\displaystyle b} (比如逻辑合取 {\displaystyle \wedge })，则 {\displaystyle XbY} 是公式。

通过上述方式，命题逻辑的所有公式都可以通过作为基本单位的命题变量构造出来。

## 引用
Smullyan, Raymond M.  First-Order Logic.  1968.  Dover edition, 1995.  Chapter 1.1: Formulas of Propositional Logic.